# Morris (ilustrador)
Maurice de Bévère (1 de dezembro de 1923 — 16 de julho de 2001), conhecido como Morris, foi um ilustrador de banda desenhada (português europeu) ou história em quadrinhos (português brasileiro) belga, criador de Lucky Luke. O seu pseudónimo refere-se à  pronúncia do seu primeiro nome.
Nascido na Bélgica, em Kortrijk, Morris começou a desenhar nos pequenos e efémeros estúdios de animação CBA, onde conheceu Peyo e André Franquin. Criou Lucky Luke em 1946 para a Revista Spirou. Lucky Luke é um cowboy solitário que viaja através do Oeste selvagem ajudando aqueles que precisam e ajudado pelo seu fiel cavalo, Jolly Jumper.
A primeira aventura de Lucky Luke - Arizona 1880 - foi publicada no almanaque "Spirou 1947". As primeiras 31 aventuras foram publicadas pela Dupuis, mas no final dos anos 1960, Morris deixou a Dupuis e a revista Spirou e passou para a Dargaud e para a Revista Pilote.
Morris viajou aos Estados Unidos com os seus colegas Jijé e André Franquin, onde viveu durante seis anos, período em que recolheu material para mais aventuras do seu herói. Ali conheceu René Goscinny, um escritor de banda desenhada francês que mais tarde escreveria as histórias do Asterix, até à sua morte, em 1977.
Ao contrário dos seus contemporâneos, Morris nunca trabalhou em muitas séries, apesar de ter feito numerosas ilustrações para histórias nos anos 1940 e 1950. Nos anos 1990, fez a série Rantanplan, um spin-off de Lucky Luke, em que a personagem é o cão mais estúpido do Oeste.